# Веїце
Веїце (словен. Vejice) — поселення в общині Шентюр, Савинський регіон, Словенія. 
Висота над рівнем моря: 462,2 м.